# Печень по-берлински

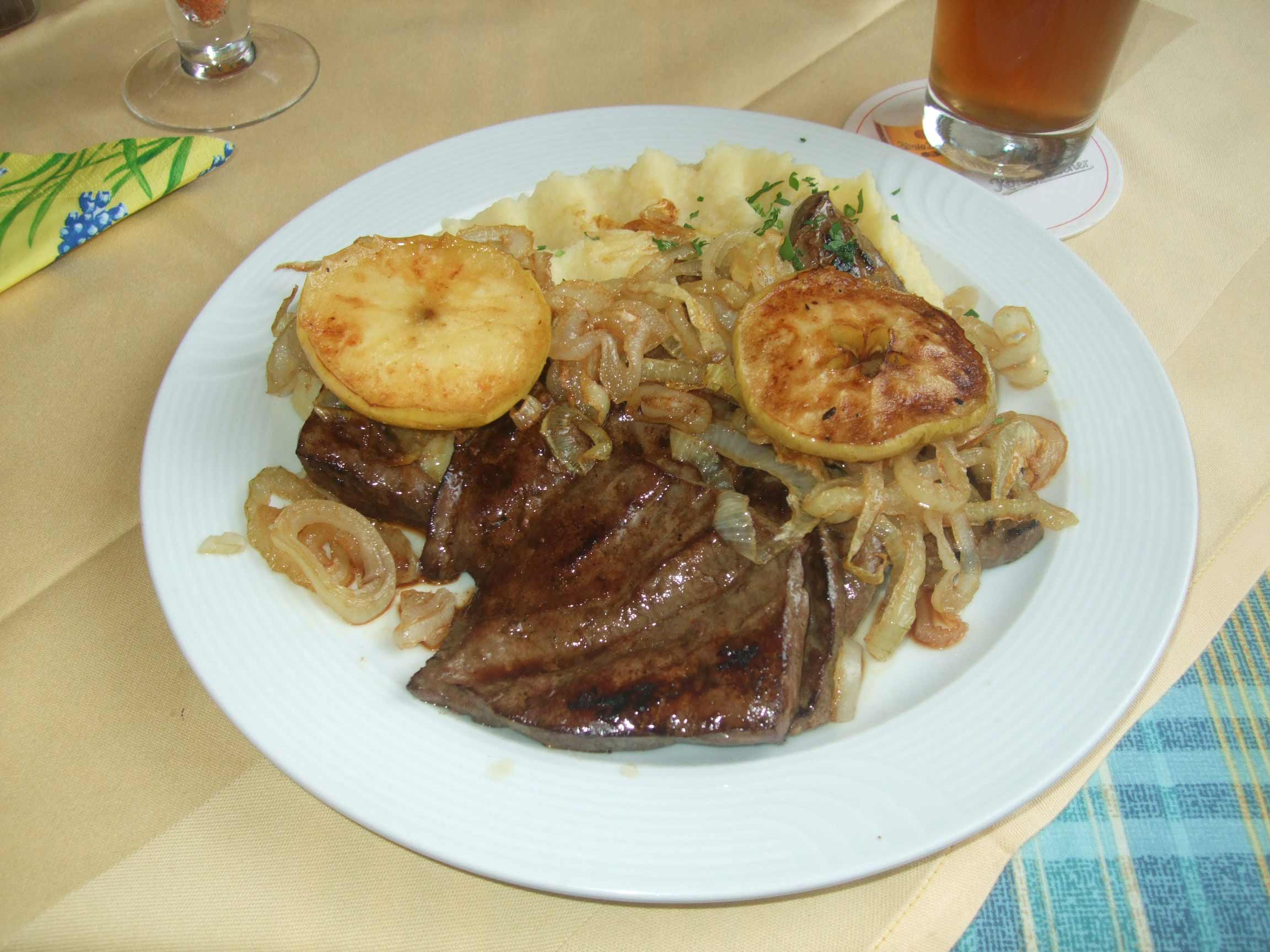
Печень по-берлински с яблоками, жареным луком и картофельным пюре

Печень по-берлински (нем. Leber Berliner Art) — классическое блюдо берлинской кухни, жареная телячья печень с луком и яблоками. По мнению Альфонса Шубека, одно из самых известных блюд столичной кухни.
Для приготовления порезанную печень обваливают в муке и быстро жарят на сливочном масле. Готовую печень выкладывают, солят, перчат и держат в тепле. На той же сковороде в большом количестве сливочного масла обжаривается репчатый лук, нарезанный кольцами, и яблоки кислых сортов, нарезанные кружочками. При сервировке блюда на печень выкладывается лук с яблоками, в качестве гарнира обычно выступает картофельное пюре с морковью, краснокочанной капустой или зелёным салатом.